# 선심소
선심소(善心所, 산스크리트어: kuśala-caitasa, 영어: virtuous mental factors)는 유식유가행파와 법상종의 5위 100법의 법체계에서, 심소법(心所法: 51가지) 그룹[位]의 6가지 세부 그룹인 변행심소(遍行心所: 5가지) · 별경심소(別境心所: 5가지) · 선심소(善心所: 11가지) · 번뇌심소(煩惱心所: 6가지) · 수번뇌심소(隨煩惱心所: 20가지) · 부정심소(不定心所: 4가지) 중의 하나이다.
선심소(善心所)는 그 성질이 오로지 선(善)인 마음작용(심소법)들의 그룹을 말하는데, 달리 말하면, 오직 선한 마음 또는 착한 마음과 상응하여 일어날 수 있는 마음작용들의 그룹을 말한다. 보다 정확히 말하면, 그 성질이 자성선(自性善) 또는 상응선(相應善)이면서 4일체(四一切)의 기준에서 보았을 때 같은 성격을 가진 마음작용(심소법)들의 그룹을 말한다. 불교에서 선(善)이란, 부파불교에서는 결과를 기준으로 보아서 편안하고 즐거운 과보[樂報]를 받을만한 것을 선(善)이라고 하며, 대승불교에서는 현재 · 미래에 걸쳐 자기와 남을 순익(順益)하는 것을 말한다. 순익(順益)에서 순(順)은 '편안하게 하다, 안락하게 하다, 도리(道理)에 따르게 하다'의 뜻이며, 익(益)은 '이롭게 하다, 돕다, 넉넉하게 하다, 향상되게 하다'의 뜻이다. 불선(不善) 또는 악(惡)은 현세나 내세에 자기나 남에게 좋지 않은 결과를 가져올 성질을 가진 것을 말한다.
유식유가행파와 법상종에 따르면, 신(信, sraddhā) · 정진(精進, vīrya) · 참(慚, hrī) · 괴(愧, apatrāpya) · 무탐(無貪, alobha) · 무진(無瞋, adveṣa, apratigha) · 무치(無癡, amoha) · 경안(輕安, praśrabdhi) · 불방일(不放逸, apramāda) · 행사(行捨, upekṣa) · 불해(不害, ahiṃsā)의 11가지 마음작용이 선심소를 구성한다.
한편, 《성유식론》에 따르면, 이들 11가지의 마음작용 외에도 흔(欣: 기뻐함)이나 염(厭: 싫어함)과 같은 선(善)한 성질의 다른 여러 마음작용들, 즉 기타 선심소들이 있다. 이들을 선심소 그룹에 포함시키지 않는 주된 이유는 이들의 본질적 성질이 위의 11가지 마음작용들 중 어느 하나 혹은 다수와 같기 때문이라고 말하고 있다.

## 순서
대승불교의 유식유가행파와 법상종의 주요 논서들에 속하는 세친의 《대승백법명문론》과 《대승오온론》,  무착의 《대승아비달마집론》, 안혜의 《대승아비달마잡집론》, 호법 등의 《성유식론》에서 선심소에 속한 마음작용들의 개수는 11개로 일치하지만, 순서나 명칭은 다음 표와 같이 약간의 차이가 있다. 한편, 이 문서에서의 나열 순서와 주 명칭은 세친의 《대승백법명문론》을 따르고 있다.
아래 표에서 차이가 있는 부분을 빨간색으로 표시하였다.

## 11가지 선심소
선심소(善心所)는 다음의 11가지 마음작용(심소법)들을 말한다.

### 신 (믿음)
신(信)은 믿음을 말하며, 구체적으로는 다음을 뜻한다.
- 산스크리트어: śraddhā, 팔리어: saddhā, 영어: faith
- 신(信)의 본질[自相, 性]은 마음(8식, 즉 심왕, 즉 심법)을 정화시켜 청정(淸淨: 맑고 깨끗함)하게 하는 것임[24][25]
- 깊이 인정하고[深忍, 勝解] 깊이 좋아하고[深樂, 樂受] 깊이 원함[深欲, 欲]
- 실(實) · 덕(德) · 능(能)을 깊이 인정하고 좋아하고 원함
  - 실(實)은 인과법과 4성제를 비롯한 일체의 법의 참다운 사리(事理: 현상적 측면과 진리적 측면)를 말함
  - 덕(德)은 3보의 덕을 말함
  - 능(能)은 선(善)과 선법(善法)에는 성취하는 능력이 들어있다는 것을 말함, 또한 자신에게 선과 선법을 능히 성취할 수 있는 능력이 있다는 것을 말함
- 불신(不信)을 대치(對治: 다스림, 선법으로 번뇌를 끊음)하여 염오한 마음(염오한 8식, 즉 심왕, 즉 심법)을 정화시키고 선(善)을 닦고 증득하는 것을 좋아하게 함

### 정진 (수행에 용감하고 굳셈)
정진(精進)은 근(勤)이라고도 하며, 구체적으로는 다음을 뜻한다.
- 산스크리트어: vīrya, 팔리어: viriya, 영어: diligence, energy, perseverance, enthusiasm, sustained effort
- 선(善)을 닦고 악(惡)을 끊음에 용감하고 굳셈
- 해태(懈怠: 게으름)를 대치하여 선(善) 또는 선법(善法)을 완전히 성취하고 갖추게 함
- 피갑(被甲) · 가행(加行) · 무하(無下) · 무퇴(無退) · 무족(無足)의 5단계의 차별이 있음
  - 제1단계인 피갑(被甲)은 불교 경전에서의 유세(有勢: 세력이 있는 것)를 말하는데, 갑옷[甲]을 입고[被] 군대가 진(陣)을 친 곳에 들어갈 때 두려워하지 않고 큰 위세가 있는 것과 같은 것을 말하는 것으로, 맹렬하고 날카롭게 즐거운 욕구를 일으키는 것을 말함
  - 제2단계인 가행(加行)은 불교 경전에서의 유근(有勤: 정진하는 것)에 해당하는데, 견고하고 용감한 방편(方便)을 일으키는 것을 말한다. 마음(8식, 즉 심왕, 즉 심법)을 견고하게 해서 스스로 책려(策勵)하는 것을 뜻함
  - 제3단계인 무하(無下)는 문자 그대로의 뜻은 '낮추지 않음'으로, 불교 경전에서의 유용(有勇: 용감한 것)에 해당하는데, 증득해야 할 선법(善法)에 대해 스스로를 경멸하지 않고, 그 선법(善法)을 두려워하지 않는 것을 말함
  - 제4단계인 무퇴(無退)는 문자 그대로의 뜻은 '물러나지 않음'으로, 불교 경전에서의 견용(堅猛: 견고하고 용맹한 것)에 해당하는데, 추위나 배고픔 등의 고통을 능히 인내로써 받아들이고, 열등한 선(善) 또는 선법(善法)에 대해서 혐오(嫌惡)나 만족함을 일으키지 않으며, 다음 단계의 뛰어난 공덕 등을 기쁘게 구하는 것을 말함
  - 제5단계인 무족(無足)은 문자 그대로의 뜻은 '만족하지 않음'으로, 불교 경전에서 소[牛]에게 멍에를 씌움으로써 소로 하여금 도망가지 않고 능히 나아가게 하는 것과 같이 수행자에게 멍에를 지워 선법(善法)에서 벗어나지 않고 열반에 나아가게 한다는 뜻의 불사선액(不捨善軛: 선의 멍에를 버리지 않음)에 해당하는데, 이전의 무퇴(無退)의 노력과 성취에 안주하여 정체되지 않고 4성제를 관찰하는 수행인 제관(諦觀) 등의 보다 뛰어난 도(道)에 들어가는 것을 말함

### 참 (자신에 대한 반성)
참(慚)은 반성(反省)하는 것, 즉 자신의 언행(言行), 보다 정확히는, 자신의 말[口業]과 행동[身業]과 뜻[意業]에 대하여 잘못이나 부족함이 없는지 돌이켜 보는 것을 말하며, 구체적으로는 다음을 뜻한다.
- 산스크리트어: hrī, 팔리어: hiri, 영어: self-respect, conscientiousness, sense of shame, dignity
- 자증상(自增上)과 법증상(法增上)
  - 자증상(自增上)은 자신을 존중하고 귀하게 여기는 것에서 생겨나는 향상력[增上]
  - 법증상(法增上)은 자신이 현재 배우고 있는 선법[所學法]을 존중하고 귀하게 여기는 것에서 생겨나는 향상력[增上]
- 자증상(自增上)과 법증상(法增上)을 바탕으로 현인(賢人, 賢聖)과 선법(善法)을 받들고 존중함
- 자증상(自增上)과 법증상(法增上)을 바탕으로 자신의 잘못(허물과 악행)을 부끄럽게 여김 (반성한다는 것 또는 부끄럽게 여김이 있다는 것은 자신과 선법(善法)을 무가치한 존재 또는 존엄성이 없는 존재로 보지 않는다는 것을 전제한다. 역으로, 반성함이 없는 것 또는 부끄럽게 여김이 없다는 뜻의 무참(無慚)의 마음작용은 자신과 선법(善法)을 무가치한 존재 또는 존엄성이 없는 존재로 여기는 것이다.)
- 자증상(自增上)과 법증상(法增上)을 바탕으로 허물[過, 過失: 부주의나 태만 따위에서 비롯된 잘못[37]]과 악행[惡: 불선]에 대해 스스로를 수치스럽게 여김, 이로써 무참(無慚)을 대치하여 여러 악행(惡行)을 멈추게 함

### 괴 (타인에 대한 반성)
괴(愧)는 반성(反省)하는 것, 즉 자신의 언행(言行), 보다 정확히는, 자신의 말[口業]과 행동[身業]과 뜻[意業]에 대하여 잘못이나 부족함이 없는지 돌이켜 보는 것을 말하며, 구체적으로는 다음을 뜻한다.
- 산스크리트어: apatrāpya, 팔리어: ottappa, 영어: decorum, shame, consideration, propriety
- 세증상(世增上)
  - 세증상(自增上)은 세간의 도덕과 다른 사람들을 존중하고 귀하게 여기는 것에서 생겨나는 향상력[增上]
  - 이에 바탕하여, 세간과 다른 사람들(예를 들어, 스승, 부모, 배우자, 형제, 자매, 애인, 친구, 동료, 인터넷 댓글 등)의 꾸짖음[訶]과 싫어함[厭]을 받아들여 향상력[增上]으로 삼는 것
  - 세증상(世增上)은 자신의 광포한 악[暴惡]을 좀 더 쉽게 거부할 수 있게 하는 역할을 함 (즉, 다른 사람들과 세간의 도덕을 존중하고 귀하게 여김이 있는 상태에서는, 남의 꾸지람을 듣거나 남의 싫어함을 느낄 때 자신을 잘못을 좀 더 쉽게 알아차리고 거부할 수 있게 됨)
- 세증상(自增上)을 바탕으로 자신의 잘못(허물과 악행)을 다른 사람들에게 부끄럽게 여김 (다른 사람들에게 부끄럽게 여김이 있다는 것은 다른 사람들을 무가치한 존재 또는 존엄성이 없는 존재로 보지 않는다는 것을 전제한다. 역으로, 다른 사람들에게 부끄럽게 여김이 없다는 뜻의 무괴(無愧)의 마음작용은 다른 사람들을 무가치한 존재 또는 존엄성이 없는 존재로 여기는 것이다.)
- 세증상(自增上)을 바탕으로 자신의 허물[過, 過失: 부주의나 태만 따위에서 비롯된 잘못]과 악행[惡: 불선]을 다른 사람들에게 수치스럽게 여김, 이로써 무괴(無慚)를 대치하여 여러 악행(惡行)을 멈추게 함

### 무탐 (무집착)
무탐(無貪)은 탐욕이 없는 것, 즉 무집착(無執着) 또는 비집착(非執着)을 말하며, 구체적으로는 다음을 뜻한다.
- 산스크리트어: alobha, 팔리어: alobha, 영어: purity, not lustrous, non-attachment, without attachment, detachment
- 선근(善根, 三善根) 중의 하나[48][49]
  - 근(根)은 선(善)을 일으킴에 있어 뛰어나고 불선근(不善根)을 가까이 대치한다[近對治]는 것을 말함
- 유(有)와 유구(有具)에 집착하지 않음
  - 유(有)는 3유(三有)에 속박된 삶, 즉 3계(三界) 또는 3계9지(三界九地)에 속박된 삶을 말함, 즉 어쩔 수 없이 생사윤회를 반복해야만 하는 상태를 말함, 달리 말하면, 유(有)는 '윤회의 삶'을 말함
  - 유구(有具)는 유(有)를 생기게 하는 원인[因]을 말함
  - 《구사론》에 따르면, 윤회의 근본원인은 무명(無明)이지만, 무명을 일으켜 생사를 윤회하게 하는 실제적인 가장 큰 원인은 전도(顚倒)된 수(受)와 상(想)의 마음작용, 즉 수취온(受取蘊)과 상취온(想取蘊)임[50][51]
- 유(有)와 유구(有具)에 집착하지 않음을 통해 탐(貪)을 대치하여 선(善)을 행하게 함
- 같이 보기: 4무량심(四無量心) 중 사무량심(捨無量心)[52][53]

### 무진 (자비의 자)
무진(無瞋)은 성내지 않는 것, 즉 자(慈: 사랑, 자애)를 말하며, 구체적으로는 다음을 뜻한다.
- 산스크리트어: adveṣa, apratigha, 팔리어: adosa, 영어: good will, non-aggression, equanimity, lack of hatred, non-hatred, imperturbability, non-anger
- 선근(善根, 三善根) 중의 하나[48][49]
  - 근(根)은 선(善)을 일으킴에 있어 뛰어나고 불선근(不善根)을 가까이 대치한다[近對治]는 것을 말함
- 자비(慈悲)에서 자(慈)를 본질적인 성질로 함[58]
  - 자비(慈悲)에서 비(悲)를 본질적인 성질로 하는 것은 불해(不害)의 마음작용임[59]
  - 자(慈)는 여락(與樂), 즉 중생을 사랑[慈愛]하여 낙(樂, 즐거움)을 주는 것을 말함[60][61][62]
  - 비(悲)는 발고(拔苦), 즉 중생의 고(苦, 괴로움)에 대해 동감(同感)하고 연민(憐憫)하여 그 고(苦, 괴로움)를 덜어 주는 것을 말함[60][61][62]
  - 비(悲: 동감, 연민, 발고)는 자(慈: 사랑, 자애, 여락)의 특수한 경우임, 즉, 특별히 고(苦, 괴로움)에 대해 나타나는 자(慈)를 비(悲)라고 함, 즉, 자(慈)는 비(悲)보다 더 일반적인 것임, 반대로, 비(悲)는 자(慈)를 근거로 하여 생겨나는 것임[63][64][65][66][67]
- 고(苦)와 고구(苦具)에 대하여 성내지 않음
  - 고(苦)는 고고(苦苦) · 괴고(壞苦) · 행고(行苦)의 3고(三苦)를 말함
  - 고구(苦具)는 고(苦)를 생기게 하는 원인[因]을 말함
  - 열반을 추구하다가 뜻대로 증득하지 못하면 성내는 마음을 일으킬 수 있기 때문에 열반도 고구(苦具)에 포함됨, 즉 열반에 대해서도 성내지 않아야 함
- 고(苦)와 고구(苦具)에 대해 성내지 않음을 통해, 진(瞋, 瞋恚, 恚)을 대치하여 선(善)을 행하게 함
- 악행(惡行)에 빠지지 않게[不轉] 하는 의지처가 됨
- 같이 보기: 4무량심(四無量心) 중 자무량심(慈無量心)과 비무량심(悲無量心)[52][53]

### 무치 (지혜)
무치(無癡)는 어리석지 않은 것, 지혜로운 것[慧]을 말하며, 구체적으로는 다음을 뜻한다.
- 산스크리트어: amoha, 팔리어: amoha, 영어: wisdom, non-delusion, non-bewilderment, lack of naivety, lack of stupidity
- 선근(善根, 三善根) 중의 하나[48][49]
  - 근(根)은 선(善)을 일으킴에 있어 뛰어나고 불선근(不善根)을 가까이 대치한다[近對治]는 것을 말함
- 모든 이사(理事)에 미혹하지 않은 것, 즉 모든 이사(理事)를 명료하게 아는 것[明解]을 말함
  - 이사(理事)는 본체[理]와 현상[事]을 말함
- 《대승아비달마집론》과 《대승아비달마잡집론》에 따르면, 보교증지(報教證智)로써 결택(決擇)하는 것을 말함
  - 보교증지(報教證智)는 생득혜(生得慧) · 문혜(聞慧) · 사혜(思慧) · 수혜(修慧)의 4가지 유루혜(有漏慧), 즉 4혜(四慧), 즉 세간정견(世間正見)을 말함 (참고: 견(見))
    - 보(報)는 '과보'의 뜻으로 타고 나는 지혜인 생득혜(生得慧)를 말함
    - 교(教)는 '가르침'의 뜻으로 스승이나 친구로부터 교법을 듣고 얻은 지혜인 문혜(聞慧)를 말함
    - 증(證)은 '증득'의 뜻으로 스승이나 친구로부터 들은 교법을 생각하고 고찰함에 의하여 얻은 지혜인 사혜(思慧)를 말함
    - 지(智)는 '지혜'의 뜻으로 스승이나 친구로부터 들은 교법을 수행함으로써 체득하게 된 지혜인 수혜(修慧)를 말함

  - 결택(決擇)은 혜(慧: 지혜) · 용(勇: 용맹) · 근(勤: 정진)을 모두 갖춘 것을 말함
    - 근(勤: 정진)은 해태(懈怠: 게으름)를 대치하여 선(善) 또는 선법(善法)을 완전히 성취하고 갖추게 함
- 치(癡, 愚癡)를 대치하여 선(善)을 행하게 함

### 경안 (혼침이 없음)
경안(輕安)은 안(安)이라고도 하며, 구체적으로는 다음을 뜻한다.
- 산스크리트어: praśrabdhi, 팔리어: passaddhi, 영어: pliancy, pliability, alertness, flexibility
- 경쾌(輕快)와 평안(平安)
- 경(輕)은 몸과 마음의 무거움[麤重]을 떠남, 안(安)은 몸과 마음을 고르게 하고 잘 통하게 함
- 경(輕)과 안(安)을 통해 몸과 마음이 유연한 상태[堪任, 자재함]에 있게 함
- 경(輕)과 안(安)을 통해 선정[定]을 방해하는 등의 일체의 장애를 없앰
- 혼침(惛沈)을 대치하여 소의신(所依身: 신체, 엄밀히는 6근)을 전환시킴
- 선정[定]을 장애하는 요소[法]들을 조복시키고 없애서 소의지(所依止: 신체, 엄밀히는 6근)가 평안하고 적절하게 함
- 산심위(散心位: 산란된 마음의 상태)인 욕계에서는 일어나지 않고 정위(定位: 선정의 상태)인 색계 · 무색계에서만 생겨남
- 색계의 초선천(初禪天)인 이생희락지(離生喜樂地)는 욕계를 떠남[離]으로서 생기[生]는 기쁨[喜]과 즐거움[樂]을 느끼는 경지 또는 마음 상태이다.[78][79]
- 같이 보기: 4무량심(四無量心) 중 희무량심(喜無量心)[52][53]

### 불방일 (성실)
불방일(不放逸)은 방일하지 않는 것을 말하며, 구체적으로는 다음을 뜻한다.
- 산스크리트어: apramāda, 팔리어: appamada, 영어: conscientiousness, concern, prudent
- 불방일(不放逸)은 방일(放逸)하지 않는 것, 즉 성실(誠實)한 것을 말한다
  - 방일(放逸)의 일반 사전적인 의미는 '제멋대로 거리낌 없이 방탕하게 놂'으로,[85] '제멋대로 행동하여 거리낌이 없음'이라는 뜻의 방종(放縱)과 비슷한 말이다.[86] 또한, '내버리고 아예 돌아보지 아니함'[87]을 뜻하는 방기(放棄)와도 통하는 바가 있다.
  - 방일(放逸)에서 방(放)이라는 한자어에는 '[손을] 놓는다'는 뜻이 있고, 일(逸)이라는 한자어에는 '즐기다, 논다'는 뜻이 있다.[88][89]
  - 성실(誠實)의 일반 사전적인 의미는 '정성스럽고 참됨'[90] 또는 '착실(着實)함'[91]이다.
- 불방일(不放逸)은 정진(精進, 勤)과 선근(善根), 즉 정진(精進, 勤) · 무탐(無貪) · 무진(無瞋) · 무치(無癡)의 4가지 마음작용으로 하여금 각자가 하여야 할 바를 하게 하는 마음작용임
  - 즉, 불방일(不放逸)은 정진(精進, 勤) · 무탐(無貪) · 무진(無瞋) · 무치(無癡)의 4가지 마음작용으로 하여금 끊거나 막아야 할 악(惡)에 대해서는 끊거나 막는 일을 성실히 행하게 하고, 용맹히 나아가고 굳세고 닦고 체득해야 할 선(善)에 대해서는 용맹히 나아가고 굳세고 닦고 체득하는 일을 성실히 행하게 하는 마음작용임
- 이로써 방일(放逸)을 대치하여, 일체의 세간(世間)과 출세간(出世間)의 선한 일[善事]을 완성시킴

### 행사 (적정)
행사(行捨)는 사(捨)라고도 하는데, 적정(寂靜: 고요함)을 말하며, 구체적으로는 다음을 뜻한다.
- 산스크리트어: upekṣa, 팔리어: upekkhā, 영어: equanimity
- 행사(行捨)라는 말은 5온(五蘊) 중에 수온(受蘊)이 아닌 행온(行蘊)에 포함되는 사(捨)라는 뜻임
  - 사(捨) 또는 '사(捨)의 상태'는 마음(8식, 즉 심왕, 즉 심법)이 정주(靜住: 고요히 머무는 것)하는 것을 말함
  - 이것을 달리 말하여 '적정에 머문다[寂靜而住]'라고도 하며, 간단히 '적정(寂靜: 고요함)'이라고도 함
  - 사(捨)의 상태, 즉 정주(靜住: 고요히 머무는 것), 즉 적정(寂靜: 고요함)에는 평등(平等) · 정직(正直) · 무공용주(無功用住)의 3단계가 있음
    - 평등(平等)은 제1단계[初位], 정직(正直)은 제2단계[中位], 무공용주(無功用住)는 제3단계임[後位]
    - 3단계의 차별이 있는 이유는 행사(行捨)의 마음작용이 마음(8식, 즉 심왕, 즉 심법)과 상응한 결과 마음(8식, 즉 심왕, 즉 심법)이 잡염(雜染: 근본번뇌와 수번뇌, 즉 모든 번뇌)에 침몰(沈沒)된 상태를 떠난 정도에 있어서 차별이 있기 때문임
    - 제1단계의 평등(平等: 차별이 없음, 모두가 동일함)을 증득한 상태가 되면, 마음(8식, 즉 심왕, 즉 심법)은 탄력을 받아 잡염(雜染: 근본번뇌와 수번뇌, 즉 모든 번뇌)에 침몰(沈沒)된 상태를 '멀리 떠나는 것[遠離]'을 '더욱 힘써 하게 되고[加行]' 이렇게 하여 형성된 '멀리 떠남[遠離]'의 힘이 자연히 마음(8식, 즉 심왕, 즉 심법)에 상속(相續)됨
    - 제2단계의 정직(正直: 바르고 곧음)을 증득한 상태가 되면, 마음(8식, 즉 심왕, 즉 심법)은 모든 잡염(雜染: 근본번뇌와 수번뇌, 즉 모든 번뇌)에 대해 '두려워 하는 마음[怯慮]'을 가지지 않게 됨
    - 마지막, 제3단계의 무공용주(無功用住: 무공용으로도 머뭄)를 증득한 상태가 되면, 무공용(無功用)에도 불구하고, 즉 공용(功用)이 없음에도, 즉 공(功)을 쌓음[用]이 없음에도, 즉 힘써 노력함[功用]이 없음에도 마음(8식, 즉 심왕, 즉 심법)은 언제나 자연히 사(捨)의 상태, 즉 정주(靜住: 고요히 머무는 것), 즉 적정(寂靜: 고요함)에 머물게 됨

  - 사(捨)의 상태, 즉 정주(靜住: 고요히 머무는 것), 즉 적정(寂靜: 고요함)은 잡염주(雜染住), 즉 '마음(8식, 즉 심왕, 즉 심법)이 잡염(雜染)에 머무는 상태'와는 상반[相違, 相反]되는 것임, 즉 사(捨)의 상태, 즉 정주(靜住: 고요히 머무는 것), 즉 적정(寂靜: 고요함)은 마음(8식, 즉 심왕, 즉 심법)이 잡염(雜染: 근본번뇌와 수번뇌, 즉 모든 번뇌)의 의지처[所依, 활동 공간, 놀이터]가 되는 것을 허용하지 않는 상태임
  - 이와 관련하여, 적정(寂靜)에 이르기 위한 사(捨)의 수행의 전 단계는 불방일(不放逸, 손 놓지 않음, 성실)을 통해 잡염(雜染)을 제거하는 것임
- 행사(行捨)는 마음(8식, 즉 심왕, 즉 심법)으로 하여금 사(捨)의 상태, 즉 정주(靜住: 고요히 머무는 것), 즉 적정(寂靜: 고요함)에 머물게 하는 마음작용임
  - 그런데, 행사(行捨)의 마음작용은 자신이 직접 마음(8식, 즉 심왕, 즉 심법)으로 하여금  사(捨)의 상태에 머물게 하지 않음
  - 즉, 행사(行捨)는 정진(精進, 勤)과 선근(善根), 즉 정진(精進, 勤) · 무탐(無貪) · 무진(無瞋) · 무치(無癡)의 4가지 마음작용을 작용시켜 마음(8식, 즉 심왕, 즉 심법)이 사(捨)의 상태에 머물게 하는 마음작용임
  - 즉, 실제로 마음(8식, 즉 심왕, 즉 심법)으로 하여금 사(捨)의 상태에 머물게 하는 일을 하는 것은 정진(精進, 勤) · 무탐(無貪) · 무진(無瞋) · 무치(無癡)의 4가지 마음작용임
- 행사(行捨)는 도거(掉擧)를 대치하여 마음(8식, 즉 심왕, 즉 심법)으로 하여금 사(捨)의 상태, 즉 정주(靜住: 고요히 머무는 것), 즉 적정(寂靜: 고요함)에 머물게 함
- 같이 보기: 4무량심(四無量心) 중 사무량심(捨無量心)[52][53]

### 불해 (자비의 비)
불해(不害)는 해치지 않음을 말하는데, 구체적으로는 다음을 뜻한다.
- 산스크리트어: ahiṃsā, 팔리어: avihiṃsā, 영어: nonharmfulness, non-harming, nonviolence
- 자비(慈悲)에서 비(悲)를 본질적인 성질로 함[59]
  - 자비(慈悲)에서 자(慈)를 본질적인 성질로 하는 것은 무진(無瞋)의 마음작용임[58]
  - 자(慈)는 여락(與樂), 즉 중생을 사랑[慈愛]하여 낙(樂, 즐거움)을 주는 것을 말함[60][61][62]
  - 비(悲)는 발고(拔苦), 즉 중생의 고(苦, 괴로움)에 대해 동감(同感)하고 연민(憐憫)하여 그 고(苦, 괴로움)를 덜어 주는 것을 말함[60][61][62]
  - 비(悲: 동감, 연민, 발고)는 자(慈: 사랑, 자애, 여락)의 특수한 경우임, 즉, 특별히 고(苦, 괴로움)에 대해 나타나는 자(慈)를 비(悲)라고 함, 즉, 자(慈)는 비(悲)보다 더 일반적인 것임, 반대로, 비(悲)는 자(慈)를 근거로 하여 생겨나는 것임[63][64][65][66][67]
- 무진(無瞋)의 일분(一分), 즉 무진(無瞋)의 특수한 경우인 '손해[損]와 괴로움[惱]을 주지 않으려는 무진(無瞋)'을 본질로 하여 해(害: 해롭게 하는 것)를 대치하고, 중생의 고(苦, 괴로움)에 대해 동감(同感)하고 연민(憐憫)하여 그 고(苦, 괴로움)를 덜어 주고자[拔苦] 함
  - 즉, 불해(不害)는 3선근 중의 하나인 무진(無瞋)의 일분(一分), 즉 무진(無瞋)의 본질적 성질인 자(慈: 사랑, 자애, 여락)의 일분(一分), 즉 자(慈)의 특수한 경우인 비(悲: 동감, 연민, 발고)를 본질적 성질로 하는 마음작용으로, 불해(不害), 즉 '해치지 않는 것'이란 곧 비(悲: 동감, 연민, 발고)를 말함
  - 즉, 비(悲: 동감, 연민, 발고)는 해(害: 해롭게 하는 것)의 마음작용, 즉 '해치려는 마음'을 대치하는 작용을 함
  - 달리 말하면, 자신에게 '누군가를 해치려는 마음'이 있어 이를 극복하고자 한다면, 비(悲: 동감, 연민, 발고)를 불러일으키는 것이 그 방법임. 즉 비(悲: 동감, 연민, 발고)의 마음작용과 상응하면 됨
- 같이 보기: 4무량심(四無量心) 중 비무량심(悲無量心)[52][53]

## 기타 선심소
《성유식론》에 따르면, 위의 선심소 그룹에 포함된 11가지의 마음작용 외에도 흔(欣: 기뻐함)이나 염(厭: 싫어함)과 같은 선(善)한 성질의 다른 여러 마음작용들, 즉 기타 선심소들이 있다. 이들을 선심소 그룹에 포함시키지 않는 주된 이유는 이들의 본질적 성질이 위의 11가지 마음작용들 중 어느 하나 혹은 다수와 같기 때문이라고 말하고 있다.
기타 선심소들로는 다음과 같은 것들이 있다.

### 무진을 본질로 하는 경우
무진(無瞋)을 본질[體]로 하는 기타 선심소들, 즉 무진(無瞋)의 특수한 경우[一分]로서의 선한 마음작용들로는 다음과 같은 것들이 있다.

#### 흔 (기뻐함)
- 흔(欣): 기뻐함[97][98]
  - 무기성(無記性)의 욕(欲)과 함께하는 무진(無瞋)을 본질로 함
  - 기뻐하는 것은 욕(欲)에 속하지만, 기뻐하게 된 대상[所欣境]에 대해서는 증오[憎]나 성냄[恚]을 가지지 않으므로 무진(無瞋)에 속한 것이기도 함
  - 즉, 흔(欣)은 무기성(無記性)의 욕(欲)이 선근(善根)과 자성선(自性善) 중의 하나인 무진(無瞋)과 상응하여 선(善)이 된 것으로, 따라서 흔(欣)은 상응선(相應善)임
  - 요컨데, 흔(欣)하게 된 대상[所欣境]에 대해 마음(8식, 즉 심왕, 즉 심법)은 증오[憎]나 성냄[恚]을 가지지 않으므로 흔(欣)은 무진(無瞋)의 특수한 경우[一分]임

#### 불분 (분노하지 않음)
- 불분(不忿): 분노하지 않음[97][98]
  - 번뇌성(煩惱性)의 분(忿: 분노)을 뒤집어 정반대로 세운 것임
  - 불분(不忿)하게 된 대상[所不忿境]에 대해 마음(8식, 즉 심왕, 즉 심법)은 증오[憎]나 성냄[恚]을 가지지 않으므로 불분(不忿)은 무진(無瞋)의 특수한 경우[一分]임

#### 불한 (원한을 품지 않음)
- 불한(不恨): 원한을 품지 않음[97][98]
  - 번뇌성(煩惱性)의 한(忿: 원한)을 뒤집어 정반대로 세운 것임
  - 불한(不恨)하게 된 대상[所不恨境]에 대해 마음(8식, 즉 심왕, 즉 심법)은 증오[憎]나 성냄[恚]을 가지지 않으므로 불한(不恨)은 무진(無瞋)의 특수한 경우[一分]임

#### 불뇌 (괴로워 하지 않음)
- 불뇌(不惱): 괴로워 하지 않음, 고뇌하지 않음[97][98]
  - 번뇌성(煩惱性)의 뇌(惱: 괴로워함)를 뒤집어 정반대로 세운 것임
  - 불뇌(不惱)하게 된 대상[所不惱境]에 대해 마음(8식, 즉 심왕, 즉 심법)은 증오[憎]나 성냄[恚]을 가지지 않으므로 불뇌(不惱)는 무진(無瞋)의 특수한 경우[一分]임

#### 부질 (질투하지 않음)
- 부질(不嫉): 질투하지 않음[97][98]
  - 번뇌성(煩惱性)의 질(嫉: 질투)을 뒤집어 정반대로 세운 것임
  - 부질(不嫉)하게 된 대상[所不嫉境]에 대해 마음(8식, 즉 심왕, 즉 심법)은 증오[憎]나 성냄[恚]을 가지지 않으므로 부질(不嫉)은 무진(無瞋)의 특수한 경우[一分]임

### 무탐을 본질로 하는 경우
무탐(無貪)을 본질[體]로 하는 기타 선심소들, 즉 무탐(無貪)의 특수한 경우[一分]로서의 선한 마음작용들로는 다음과 같은 것들이 있다.

#### 염 (싫어함)
- 염(厭): 싫어함[99][100]
  - 여기의 '염'은 염세(厭世: 세상이 귀찮음, 인생이 싫어짐)나 염증(厭症: 싫증)의 염이 아님, 이러한 염은, 둘 다 자성불선(自性不善)과 중수번뇌(中隨煩惱) 중의 하나인, 자증상(自增上) · 법증상(法增上)이 없는 무참(無慚)과 세증상(世增上)이 없는 무괴(無慚)가, 불선근과 자성불선 중의 하나인, 이사(理事: 본체와 현상, 이치와 현상)에 미혹하는 것인 치(癡)와 상응하여 생겨난 것이므로 선(善)이 아니라 불선(不善, 악)임, 그것도 아주 심한 불선(不善, 악)임
  - 여기의 '염'은 불교 수행의 하나로서 욕계 · 색계 · 무색계의 3계에 대한 염착(染著, 탐착, 오염으로서의 탐욕 또는 집착)을 제거하는 수행인 수염(修厭: 싫어하는 마음을 닦는 것)의 염을 말함, 이러한 염은 선(善)임
  - 무기성(無記性)의 혜(慧)과 함께하는 무탐(無貪)을 본질로 함
  - 싫어하는 것은 혜(慧)에 속하지만, 싫어하게 된 대상[所厭境]에 대해서는 염착(染著, 탐착, 오염으로서의 탐욕 또는 집착)을 가지지 않으므로 무탐(無貪)에 속한 것이기도 함
  - 즉, 염(厭)은 무기성(無記性)의 혜(慧)가 선근(善根)과 자성선(自性善) 중의 하나인 무탐(無貪)과 상응하여 선(善)이 된 것으로, 따라서 염(厭)은 상응선(相應善)임
  - 요컨데, 염(厭)하게 된 대상[所厭境]에 대해 마음(8식, 즉 심왕, 즉 심법)은 염착(染著, 탐착, 오염으로서의 탐욕 또는 집착)을 가지지 않으므로 염(厭)은 무탐(無貪)의 특수한 경우[一分]임

#### 불간 (인색하지 않음)
- 불간(不慳): 인색하지 않음[99][100]
  - 번뇌성(煩惱性)의 간(慳: 인색)을 뒤집어 정반대로 세운 것임
  - 불간(不慳)하게 된 대상[所不慳境]에 대해 마음(8식, 즉 심왕, 즉 심법)은 염착(染著, 탐착, 오염으로서의 탐욕 또는 집착)을 가지지 않으므로 불간(不慳)은 무탐(無貪)의 특수한 경우[一分]임

#### 불교 (소유물에 대해 오만하지 않음)
- 불교(不憍): 소유물에 대해 오만(傲慢)하지 않음, 소유물로 인한 방일(放逸)이 없음[99][100]
  - 번뇌성(煩惱性)의 교(憍: 소유물에 대한 오만)를 뒤집어 정반대로 세운 것임
  - 불교(不憍)하게 된 대상[所不憍境]에 대해 마음(8식, 즉 심왕, 즉 심법)은 염착(染著, 탐착, 오염으로서의 탐욕 또는 집착)을 가지지 않으므로 불교(不憍)는 무탐(無貪)의 특수한 경우[一分]임

### 무탐·무치를 본질로 하는 경우
무탐(無貪)과 무치(無癡)를 본질[體]로 하는 기타 선심소들, 즉 무탐(無貪)과 무치(無癡)의 특수한 경우[一分]로서의 선한 마음작용들로는 다음과 같은 것들이 있다.

#### 불부 (은폐하지 않음)
- 불부(不覆): 은폐하지 않음, 감추지 않음, 덮어두지 않음[101][102]
  - 번뇌성(煩惱性)의 부(覆: 은폐, 감춤, 덮어둠)를 뒤집어 정반대로 세운 것임
  - 불부(不覆)하게 된 대상[所不覆境]에 대해 마음(8식, 즉 심왕, 즉 심법)은 염착(染著, 탐착, 오염으로서의 탐욕 또는 집착)을 가지지 않으므로 불간(不慳)은 무탐(無貪)의 특수한 경우[一分]임 또한 이사(理事: 본체와 현상, 이치와 현상)에 미혹하지 않은 것이므로 무치(無癡)의 특수한 경[一分]우임
  - 다른 견해로는, 불부(不覆)는 오직 무치(無癡)의 특수한 경우[一分]라는 견해가 있음, 그 근거로는 어떤 경론에서도 부(覆: 은폐, 감춤, 덮어둠)의 마음작용이 탐(貪)의 마음작용의 특수한 경우[一分]라고 말하지 않고 있다는 것을 듦.[103][104]

#### 불광 (속이지 않음)
- 불광(不誑): 속이지 않음, 기만하지 않음, 거짓으로 꾸미지 않음[101][102]
  - 번뇌성(煩惱性)의 광(誑: 속임, 기만, 거짓)을 뒤집어 정반대로 세운 것임
  - 불광(不誑)하게 된 대상[所不誑境]에 대해 마음(8식, 즉 심왕, 즉 심법)은 염착(染著, 탐착, 오염으로서의 탐욕 또는 집착)을 가지지 않으므로 불광(不誑)은 무탐(無貪)의 특수한 경우[一分]임 또한 이사(理事: 본체와 현상, 이치와 현상)에 미혹하지 않은 것이므로 무치(無癡)의 특수한 경우[一分]임

#### 불첨 (아첨하지 않음)
- 불첨(不諂): 아첨하지 않음, 속마음을 은폐하지 않음[101][102]
  - 번뇌성(煩惱性)의 첨(諂: 아첨, 속마음을 은폐함)을 뒤집어 정반대로 세운 것임
  - 불첨(不諂)하게 된 대상[所不諂境]에 대해 마음(8식, 즉 심왕, 즉 심법)은 염착(染著, 탐착, 오염으로서의 탐욕 또는 집착)을 가지지 않으므로 불첨(不諂)은 무탐(無貪)의 특수한 경우[一分]임 또한 이사(理事: 본체와 현상, 이치와 현상)에 미혹하지 않은 것이므로 무치(無癡)의 특수한 경우[一分]임

### 선과 악에 모두 통하는 경우
선(善)과 악(惡), 즉 선(善)과 불선(不善), 염(染, 잡염)과 불염(不染), 또는 잡염법(雜染法)과 청정법(淸淨法)에 모두 통하기 때문에 선(善)한 마음작용이 될 수도 있는 마음작용들로는 다음과 같은 것들이 있다. 이들은 뒤집어 세울 수 있는 정반대의 마음작용이 없는 마음작용들이다.

#### 별경심소의 촉·욕
- 별경심소(別境心所)에 속한 마음작용들
  - 촉(觸): 근(根) · 경(境) · 식(識)의 화합
  - 욕(欲): 원함, 욕구, 희망, 선욕(善欲)과 악욕(惡欲)이 있음

#### 부정심소의 면·회·심·사
- 부정심소(不定心所)에 속한 마음작용들
  - 면(眠): 수면(睡眠)이라고도 함, 잠, 암매(闇昧: 흐리멍덩함, 어리석고 몽매함)
  - 회(悔): 악작(惡作)이라고도 함, 후회[107][108]
  - 심(尋): 거친 살펴봄, 심구(尋求: 찾고 탐구함)
  - 사(伺): 정밀한 살펴봄, 사찰(伺察: 정밀하게 살펴봄)

### 기타의 경우
무탐(無貪) · 무진(無瞋) · 무치(無癡)의 하나 혹은 다수를 본질[體]로 하지 않으며 또한 그 성질이 선(善)과 악(惡)에 모두 통하는 마음작용들도 아닌 마음작용들로서, 그 성질이 선(善)으로 규정되는 마음작용들로는 다음과 같은 것들이 있다.

#### 불만 (거만하지 않음)
- 불만(不慢): 거만하지 않음, 얕보지 않음[109][110]
  - 번뇌성(煩惱性)의 만(慢: 거만, 자만, 뽐냄, 얕봄, 업신여김, 경멸)[111][112][113]을 뒤집어 정반대로 세운 것임
  - 불만(不慢)의 본질적 성질[體]에 대해서는 다음의 3가지 견해가 있음
    - 신(信)의 마음작용의 특수한 경우[一分]라고 보는 견해가 있음
      - 그 근거로는, 믿게 된 대상[所信境]에 대해 마음(8식, 즉 심왕, 즉 심법)은 불만(不慢: 얕보지 않음)하기 때문이라고 함

    - 행사(行捨)의 마음작용의 특수한 경우[一分]라고 보는 견해가 있음
      - 그 근거로는, 자신과 평등하다고 보는 대상[所平等境]에 대해 마음(8식, 즉 심왕, 즉 심법)은 불만(不慢: 자신을 높이거나 거만하지 않음)하기 때문이라고 함

    - 참(慚)의 마음작용의 특수한 경우[一分]라고 보는 견해가 있음, 이 견해는 호법의 견해임
      - 그 근거로는, 가치롭다고 보거나 존중하는 대상[所慚境]에 대해 마음(8식, 즉 심왕, 즉 심법)은 불만(不慢: 자신을 높이거나 거만하지 않음)하기 때문이라고 함[주해 3]

#### 불의 (의심하지 않음)
- 불의(不疑): 의심하지 않음[114][115]
  - 번뇌성(煩惱性)의 의(疑: 의심, 유예)를 뒤집어 정반대로 세운 것임
    - 의심(疑心)의 한자어 문자 그대로의 뜻은 '머뭇거리는 마음 상태'이며,[116] 일반 사전적인 정의는 '확실히 알 수 없어서 믿지 못하는 마음'임[117]
    - 유예(猶豫)의 한자어 문자 그대로의 뜻은 '망설이고 머뭇거림'이며,[118] 일반 사전적인 정의는 '망설여 일을 결행하지 아니함' 또는 '일을 결행하는 데 날짜나 시간을 미룸. 또는 그런 기간'임[119]

  - 불의(不疑)의 본질적 성질[體]에 대해서는 다음의 3가지 견해가 있음
    - 신(信)의 마음작용의 특수한 경우[一分]라고 보는 견해가 있음
      - 그 근거로는, 믿게 된 대상[所信境]에 대해 마음(8식, 즉 심왕, 즉 심법)은 유예(猶豫: 망설이고 머뭇거림, 망설여 결행하지 않음)하지 않기 때문이라고 함

    - 참된 승해[正勝解]의 마음작용의 특수한 경우[一分]라고 보는 견해가 있음
      - 그 근거로는, 바르게 결정된 대상[所正勝解境, 所正決定境]에 대해 마음(8식, 즉 심왕, 즉 심법)은 유예(猶豫: 망설이고 머뭇거림, 망설여 결행하지 않음)하지 않기 때문이라고 함

    - 참된 혜[正慧]의 마음작용의 특수한 경우[一分]라고 보는 견해가 있음, 이 견해는 호법의 견해임
      - 그 근거로는, 바르게 본 대상[所正見境]에 대해 마음(8식, 즉 심왕, 즉 심법)은 유예(猶豫: 망설이고 머뭇거림, 망설여 결행하지 않음)하지 않기 때문이라고 함

#### 불산란 (산란하지 않음)
- 불산란(不散亂): 산란하지 않음[120][121]
  - 번뇌성(煩惱性)의 산란(散亂)을 뒤집어 정반대로 세운 것임
  - 산란하지 않게 된 대상[所不散亂境]에 대해 마음(8식, 즉 심왕, 즉 심법)은 그 대상에 전념(專念, 專住, 心一境性)할 수 있으므로 불산란(不散亂)은 정정(正定), 즉 바르고 참된 정(定, 三摩地, 三昧)의 특수한 경우[一分]임
  - 같이 보기: 별경심소(別境心所)의 정(定, 三摩地, 三昧), 8정도(八正道)의 정정(正定)

#### 정견 (바른 견해)
- 정견(正見): 바른 견해, 바르게 봄[122][123]
  - 번뇌성(煩惱性)의 부정견(不正見) 또는 악견(惡見)을 뒤집어 정반대로 세운 것임
  - 《구사론》에 따르면, 부정견(不正見) 또는 악견(惡見)은 유신견(有身見) · 변집견(邊執見) · 사견(邪見) · 견취(見取) · 계금취(戒禁取)의 5가지 염오견(染汚見)을 말함[124][125][126][127]
    - 유신견(有身見) 또는 살가야견(薩迦耶見)은 소의신(所依身), 즉 5온의 화합체를 실유(實有)라고 집착하는 견해
    - 변집견(邊執見)은 단(斷)과 상(常)의 두 극단[邊]에 집착하는 견해, 즉 단견(斷見)과 상견(常見)
      - 단견(斷見)은 세간(世間)과 자아(自我)는 사후(死後)에 완전히 소멸된다는 견해, 즉 인과의 상속, 업(業)의 상속 또는 심상속(心相續)을 부정하는 견해[128][129][130], 불교의 입장에서 보면, 단견(斷見)은 윤회가 존재하고 무위법인 열반이 존재한다는 것을 부정하는 견해임
      - 상견(常見)은 세간(世間)과 자아(自我)는 사후(死後)에도 없어지지 않는다는 견해, 나름의 논리를 갖춘 다양한 견해가 있음, 불교의 입장에서 보면, 모든 상견(常見)은 유위법을 무위법으로 여기는 잘못된 견해임[131][132]

    - 사견(邪見)은 인과의 도리, 즉 원인과 결과의 법칙, 즉 연기법(緣起法)을 부정하는 견해
    - 견취(見取)는 그릇된 견해를 올바른 것이라고 집착하는 것, 즉 유신견 · 변집견 · 사견 등을 일으킨 후 이를 고집하여 진실하고 뛰어난 견해라고 집착하는 것[133]
    - 계금취(戒禁取)는 그릇된 계행(戒行)을 올바른 것이라고 집착하는 것, 즉 그릇된 계율이나 금지 조항을 바른 것으로 간주하여 거기에 집착하는 것, 이에 따라, 인(因) 아닌 것을 인이라 하고, 참된 해탈도(解脫道)가 아닌 것을 참된 해탈도라고 집착하는 잘못된 견해, 예를 들어, 개나 소 따위가 죽은 뒤엔 하늘에 태어난다고 하여 개나 소처럼 풀을 먹고 똥을 먹으며 개와 소의 행동을 하면서 이것이 하늘에 태어나는 원인이고 바른 길이라고 집착하는 것, 또는 하늘에 태어나기 위해 갠지즈강에 목욕하거나 불속에 뛰어드는 것 등[134][135][136][137]

  - 바르게 본 대상[所正見境, 여기서의 대상은 구체적 · 개별적 사람 또는 사물이 아닌 이론, 교의, 세계관 또는 견해를 말함]에 대해 마음(8식, 즉 심왕, 즉 심법)은 잘못된 판단이나 이해, 지식, 앎 또는 간택(簡擇)을 가지지 않으므로 정견(正見)은 선혜(善慧), 즉 참된 혜(慧), 즉 선(善)한 상태의 혜(慧)의 특수한 경우[一分]임
  - 같이 보기: 견(見), 별경심소(別境心所)의 혜(慧), 8정도(八正道)의 정견(正見)

#### 정지 (바르게 앎)
- 정지(正知): 사람 또는 사물을 바르게 앎, 사람 또는 사물에 대한 바른 앎, 사람 또는 사물에 대한 바른 지식[122][123]
  - 번뇌성(煩惱性)의 부정지(不正知: 잘못된 앎, 잘못된 이해)를 뒤집어 정반대로 세운 것임
  - 바르게 안 대상[所正知境, 여기서의 대상은 구체적 · 개별적 사람 또는 사물을 말함]에 대해 마음(8식, 즉 심왕, 즉 심법)은 잘못된 판단이나 이해, 지식, 앎 또는 간택(簡擇)을 가지지 않으므로 정지(正知)는 선혜(善慧), 즉 참된 혜(慧), 즉 선(善)한 상태의 혜(慧)의 특수한 경우[一分]임

#### 불망념 (잊어버리지 않음)
- 불망념(不忘念): 잊어버리지 않음, 제대로 기억함[138][139]
  - 번뇌성(煩惱性)의 실념(失念: 기억하지 못함, 잘못 기억함)를 뒤집어 정반대로 세운 것임
    - 실념(失念: 기억하지 못함)은 대상 또는 대상과 관련하여 분명히 기억하지 못하는 마음작용으로, 예를 들어, 좋은 일은 기억하지 못하면서 나쁜 일은 기억하는 것 등이 실념에 해당함[140]
    - 불교 수행의 관점에서는, 실념(失念: 기억하지 못함)은 정념(正念), 즉 사념처관(四念處觀)에서의 념(念: 기억, 분명히 기억함, 지속적인 알아차림, 마음챙김)을 잊어버리는 것, 즉 사념처관을 제대로 실천하지 못하는 것임[141][142][143]

  - 잊어버리지 않은 대상[所不忘念境)에 대해 마음(8식, 즉 심왕, 즉 심법)은 바른 기억, 즉 지속적인 알아차림(mindfulness), 즉 마음챙김(mindfulness)을 가지므로 불망념(不忘念)은 곧 정념(正念)의 다른 말임
  - 같이 보기: 별경심소(別境心所)의 념(念), 8정도(八正道)의 정념(正念), 사념처관(四念處觀)

## 성격

### 자성선·상응선 분별
11가지 선심소의 마음작용 중 참(慚) · 괴(愧) · 무탐(無貪) · 무진(無瞋) · 무치(無癡)는 본질적으로 선(善)인 자성선(自性善)에 해당하고, 나머지 6가지 마음작용들, 즉  신(信) · 정진(精進) · 경안(輕安) · 불방일(不放逸) · 행사(行捨) · 불해(不害)는 본질적으로는 무기(無記)이지만 5가지 자성선(自性善)과 상응함으로써 선(善)이 되는 상응선(相應善)에 해당한다.
한편, 작의(作意) · 촉(觸) · 수(受) · 상(想) · 사(思)의 변행심소(遍行心所)와 욕(欲) · 승해(勝解) · 염(念) · 삼마지(三摩地, 定) · 혜(慧)의 별경심소(別境心所)와 수면(睡眠, 眠) · 악작(惡作, 悔) · 심(尋) · 사(伺)의 부정심소(不定心所)는 모두 선(善) · 악(惡) · 무기(無記)의 3성(三性)에 통하기 때문에 그 자체로는 무기(無記)의 성질을 가진다. 이들은 모두 상응선(相應善)이 될 수 있다. 그럼에도 불구하고 이들이 선심소 그룹에 속하지 않고 각자의 그룹에 속한 것은 4일체(四一切)의 기준에서 선심소 그룹의 마음작용들과는 그 성격이 구별되기 때문이다.

### 선근
11가지 선심소의 마음작용 중 무탐(無貪) · 무진(無瞋) · 무치(無癡)의 3가지를 모든 선(善)의 뿌리라고 하여, 3선근(三善根)이라고 하며, 또한 간단히 선근(善根)이라고도 한다.
선근(善根), 즉 '선(善)의 뿌리'라는 말은, 자성선이 아닌 어떤 마음작용이 선(善)이 되기 위해서는 5가지의 자성선들 중에서도 특히 이들 3가지 자성선과 상응함으로써 비로소 선(善: 좋은 과보를 낳는 것, 현재와 미래에 걸쳐 자신과 남을 이익되게 하는 것)이 되는 경우가 많다는 것을 의미한다. 좀 더 과장되이 말하면, 자성선이 아닌 어떤 마음작용이 선(善)이 되기 위해서는 무탐(無貪) · 무진(無瞋) · 무치(無癡) 중 어느 하나 혹은 다수와 "반드시" 상응해야 한다는 의미로 해석할 수 있다. 실제로, 위에서 나열된 "기타 선심소들" 중에서 다수가 무탐(無貪) · 무진(無瞋) · 무치(無癡) 중 어느 하나 혹은 둘을 본질로 하고 있다.
자성선이 아닌 어떤 마음작용이 선(善)이 되는 경우의 예로서, 원래의 성질이 무기(無記)인 별경심소의 욕(欲: 원함, 욕구, 희망)을 들 수 있다.
욕(欲: 원함, 욕구, 희망)은 무탐(無貪: 타인의 재물을 자기 것으로 하려는 욕망이 없는 것) · 무진(無瞋: 성냄이 없는 것, 미워함과 원망이 없는 것, 탓함이 없는 것, 자비로움) · 무치(無癡: 4성제를 아는 것, 연기법을 아는 것, 인과와 공의 도리를 아는 것)의 하나 혹은 다수와 상응하면 선욕(善欲)이 된다. 그리고, 선욕(善欲)은 정진(精進, 勤, 正勤, 힘써 노력함, 바른 노력, 8정도의 정정진)을 불러일으키는 요인이 된다.
불교에서 선(善)이란, 부파불교에서는 결과를 기준으로 보아서 편안하고 즐거운 과보[樂報]를 받을만한 것을 선(善)이라고 하며, 대승불교에서는 현재 · 미래에 걸쳐 자기와 남을 순익(順益)하는 것을 말한다. 따라서, 선욕(善欲)이란  자신과 남에게 즐거운 과보를 가져오는 혹은 자기와 남을 이익되게 하는 욕구이다.
말하자면, 무탐과 상응함으로써 타인이 가진 것을 자기 것으로 하려는 욕구가 없으므로 스스로 벌이들이려고 하게 된다. 무진과 상응함으로써 타인에 대한 미워함과 원망이 없기에 자신이 현재 가지지 못한 것을 남의 탓으로 하지 않는다 또한 자신에 대해서도 미워함과 원망이 없기에 자신에 대해서도 성내는 마음이 없으므로 스스로 좌절하지 않는다. 무치와 상응함으로써 인과의 도리를 알기 때문에 자신도 원인을 쌓으면 원하는 바를 가질 수 있다는 것을 안다.
반대로 3독(三毒) 즉 불선근(不善根)인 탐(貪: 타인의 재물을 자기 것으로 하려는 욕망이 있는 것) · 진(瞋: 성내는 것, 미워함과 원망이 있는 것, 탓하는 것, 자비롭지 않음) · 치(癡: 4성제를 모르는 것, 연기법을 모르는 것, 인과와 공의 도리를 모르는 것)와 상응하면 악욕(惡欲)이 된다. 그리고, 악욕(惡欲)은 정진(精進, 勤, 바른 노력)을 하지 않게 하는 요인이 된다.
불교에서 불선(不善) 또는 악(惡)은 현세나 내세에 자기나 남에게 좋지 않은 결과를 가져올 성질을 가진 것을 말한다. 따라서, 악욕(惡欲)은 현세나 내세에 자기나 남에게 좋지 않은 결과를 가져올 성질의 욕구를 말한다.
말하자면, 탐과 상응한 경우 타인의 재물이건 지식이건 혹은 공(功)이건 간에 타인이 가진 것을 가로채거나 빼앗아서 쉽게 원하는 바를 이루려고 하게 된다. 진과 상응한 경우, 남에게 성내는 상태, 즉 남을 탓할 때는 원하는 바를 이루지 못한 현재의 상태의 이유가 남에게 있다고 여기는 것이므로 스스로 노력할 이유가 없고, 자신에게 성내는 상태, 즉 자신을 탓할 때는 스스로 좌절하여 노력을 포기한다. 치와 상응한 경우는 원인을 쌓으면 반드시 결과가 온다는 것에 확신이 없으므로, 원인을 쌓다가 말다가를 반복하게 된다.

## 참고 문헌
- 곽철환 (2003). 《시공 불교사전》. 시공사 / 네이버 지식백과. |title=에 외부 링크가 있음 (도움말)
- 권오민 (2003). 《아비달마불교》. 민족사.
- 세친 지음, 현장 한역, 권오민 번역 (K.955, T.1558). 《아비달마구사론》. 한글대장경 검색시스템 - 전자불전연구소 / 동국역경원. K.955(27-453), T.1558(29-1). |title=에 외부 링크가 있음 (도움말)
- 운허.  동국역경원 편집, 편집. 《불교 사전》. |title=에 외부 링크가 있음 (도움말)
- 호법 등 지음, 현장 한역, 김묘주 번역 (K.614, T.1585). 《성유식론》. 한글대장경 검색시스템 - 전자불전연구소 / 동국역경원. K.614(17-510), T.1585(31-1). |title=에 외부 링크가 있음 (도움말)
- 황욱 (1999). 《무착[Asaṅga]의 유식학설 연구》. 동국대학원 불교학과 박사학위논문.
- (중국어) 星雲. 《佛光大辭典(불광대사전)》 3판. |title=에 외부 링크가 있음 (도움말)
- (중국어) 무착 조, 현장 한역 (T.1602). 《현양성교론(顯揚聖教論)》. 대정신수대장경. T31, No. 1602, CBETA. |title=에 외부 링크가 있음 (도움말)
- (중국어) 무착 조, 현장 한역 (T.1605). 《대승아비달마집론(大乘阿毘達磨集論)》. 대정신수대장경. T31, No. 1605, CBETA. |title=에 외부 링크가 있음 (도움말)
- (중국어) 세친 조, 현장 한역 (T.1558). 《아비달마구사론(阿毘達磨俱舍論)》. 대정신수대장경. T29, No. 1558, CBETA. |title=에 외부 링크가 있음 (도움말)
- (중국어) 세친 조, 현장 한역 (T.1612). 《대승오온론(大乘五蘊論)》. 대정신수대장경. T31, No. 1612, CBETA. |title=에 외부 링크가 있음 (도움말)
- (중국어) 세친 조, 현장 한역 (T.1614). 《대승백법명문론(大乘百法明門論)》. 대정신수대장경. T31, No. 1614, CBETA. |title=에 외부 링크가 있음 (도움말)
- (중국어) 안혜 조, 현장 한역 (T.1606). 《대승아비달마잡집론(大乘阿毘達磨雜集論)》. 대정신수대장경. T31, No. 1606, CBETA. |title=에 외부 링크가 있음 (도움말)
- (중국어) 호법 등 지음, 현장 한역 (T.1585). 《성유식론(成唯識論)》. 대정신수대장경. T31, No. 1585, CBETA. |title=에 외부 링크가 있음 (도움말)

## 주해
1. ↑  《성유식론》에서 선심소를 정의하는 대목을 찾아보면 제5권[깨진 링크(과거 내용 찾기)] 에서는 선심소에  대해 "唯善心中可得生故"라고 말하고 있고 제6권[깨진 링크(과거 내용 찾기)] 에서는 "唯善心俱名善心所"라 말하고 있다. 이에 대한 한글 해석문들을 보면, 크게 2종의 해석이 있다.
하나는 "(선심소는) 오직 선(善)으로서 심왕 중에 일어날 수 있다" 또는 "오직 선(善)으로서 심왕과 함께하는 것"으로 해석하는 경우이고, 다른 하나는 "선심소란 선심(善心: 선한 마음 또는 착한 마음) 중에서만 일어나는 一類의 심소를 의미하는 것" 또는 "선심소는 착한마음에서 작용하는 것"으로 해석하는 경우이다.
두 번째의 정의는 선심소를 오직 선한 마음 또는 착한 마음과 상응하여 일어날 수 있는 마음작용들의 그룹으로 정의하는 것인데, 이렇게 정의하는 것은 동어반복적이며 다소 문제가 있다. 왜냐하면, 마음은 본래 선도 악도 아닌 무기(無記)이므로 '선한 마음' 또는 '악한 마음'이라고 말할 때, 선한 마음 또는 착한 마음이란 선과 상응하고 있는 마음을 말하고 악한 마음이란 악과 상응하고 있는 마음을 말하는 것이기 때문이다. 결국 '선심소를 오직 선한 마음과 상응하여 일어날 수 있는 마음작용들의 그룹'으로 정의하는 것은 이미 선과 상응하고 있는 마음에만 선이 일어날 수 있다고 말하는 것으로, 예를 들어, 이미 무탐과 상응하고 있는 마음에만 무탐이 일어날 수 있다고 말하는 것이기 때문이다. 또한, '선한 마음에만 선이 일어날 수 있다'는 정의 자체로는 악한 마음의 상태에서 선한 마음의 상태로 변할 수 있는 여지가 없기 때문이다.
따라서, '선심소를 오직 선한 마음과 상응하여 일어날 수 있는 마음작용들의 그룹으로 정의하는 것'은 선심소의 개념이 좀 더 쉽게 와닿을 수 있게 하기 위한 방편적인 개략적인 표현 정도로 봐야 한다.
2. ↑  무언가를 정의하는 방법에는 그 대상의 본질적인 성질을 드러내어 정의하는 방법도 있고, 그 대상에 포함되는 모든 요소들을 나열함으로써 정의하는 방법도 있다.
그런데 보통 전자만으로는 너무 개념적이어서 실제로 그 대상에 대해 잘 알 수가 없는 경우가 많다. 선(善)의 경우도 마찬가지로, 전자의 방법으로 선을 정의하는 다음의 정의도 마찬가지이다:
"불교에서 선(善)이란, 부파불교에서는 결과를 기준으로 보아서 편안하고 즐거운 과보[樂報]를 받을만한 것을 선(善)이라고 하며, 대승불교에서는 현재 · 미래에 걸쳐 자기와 남을 순익(順益)하는 것을 말한다." 이에 대해 후자의 방법은 구체적이고 현실적이다. 하지만, 구체적인 요소들을 일관하는 원리 또는 그 요소들이 의미하는 바를 찾기가 어려울 수 있다. 당연히, 전자의 방법과  후자의 방법이 결합될 때 그 대상은 가장 잘 정의될 수 있을 것이다. 여하튼 간에, 여기에 나열된 11가지 선한 마음작용들은 곧 대승불교, 특히 유식유가행파에서 "선(善)이란 무엇인가?"에 대해 구체적으로 답한 것이라고 볼 수 있다.
3. ↑  한역본과 한글본에는 분명히 '참(慚)의 특수한 경우[慚一分]'라고 말하고 있다. 그런데, 참(慚)은 자증상(自增上)과 법증상(法增上)에 근거하여 자신을 반성하는 것이다. 즉, 자신과 자신이 배우고 있는 선법(善法)을 가치롭다고 보거나 존중하거나 존엄섬이 있는 것이라고 보는 것을 바탕으로 하여 이루어지는 반성이다. 반면, 괴(愧)는 세증상(自增上)에 근거하여 자신을 반성하는 것이다. 즉, 다른 사람이나 세상의 도덕을 가치롭다고 보거나 존중하거나 존엄성이 있는 것이라고 보는 것을 바탕으로 하여 이루어지는 반성이다. 이렇게 볼 때, 한역본을 만들 때, '괴(愧)의 특수한 경우[愧一分]'를 '참(慚)의 특수한 경우[慚一分]'로 잘못 번역한 것이 아닌가 한다. '참(慚)의 특수한 경우[慚一分]'라는 번역이 정말로 맞는 것이라면, '자증상(自增上)과 법증상(法增上)에 근거하여 자신을 반성하기 때문에, 즉 자신과 자신이 배우고 있는 선법(善法)을 가치롭다고 보거나 존중하거나 존엄섬이 있는 것이라고 보기 때문에 다른 사람에 대해서도 불만(不慢: 자신을 높이거나 거만하지 않음)하게 된다'라고 해석해야 한다. 이것은, 여전히, '다른 사람을 가치롭다고 보거나 존중하거나 존엄섬이 있는 존재라고 보기 때문에 다른 사람에 대해 불만(不慢: 자신을 높이거나 거만하지 않음)하게 된다'라는 해석보다는 부자연스러운 논리로 보인다. 다만, 진정한 참(慚), 즉 진정으로 자증상(自增上)과 법증상(法增上)에 근거하여 자신을 반성하는 것, 즉, 진정한 모습의 '자신과 자신이 배우고 있는 선법(善法)을 가치롭다고 보거나 존중하거나 존엄섬이 있는 것'이란 '자기 자신을 높이거나 하지 않는다'는 뜻에서는 '불만(不慢: 자신을 높이거나 거만하지 않음)이 참(慚)의 특수한 경우[慚一分]'라는 진술도 일정 납득이 된다. 그런데, 여기에도 모자란 점이 있는데, 그것은 비교 대상이 없는데 과연 '불만(不慢: 자신을 높이거나 거만하지 않음)'이 성립될 수 있는가 하는 점이다.